# Winterburg

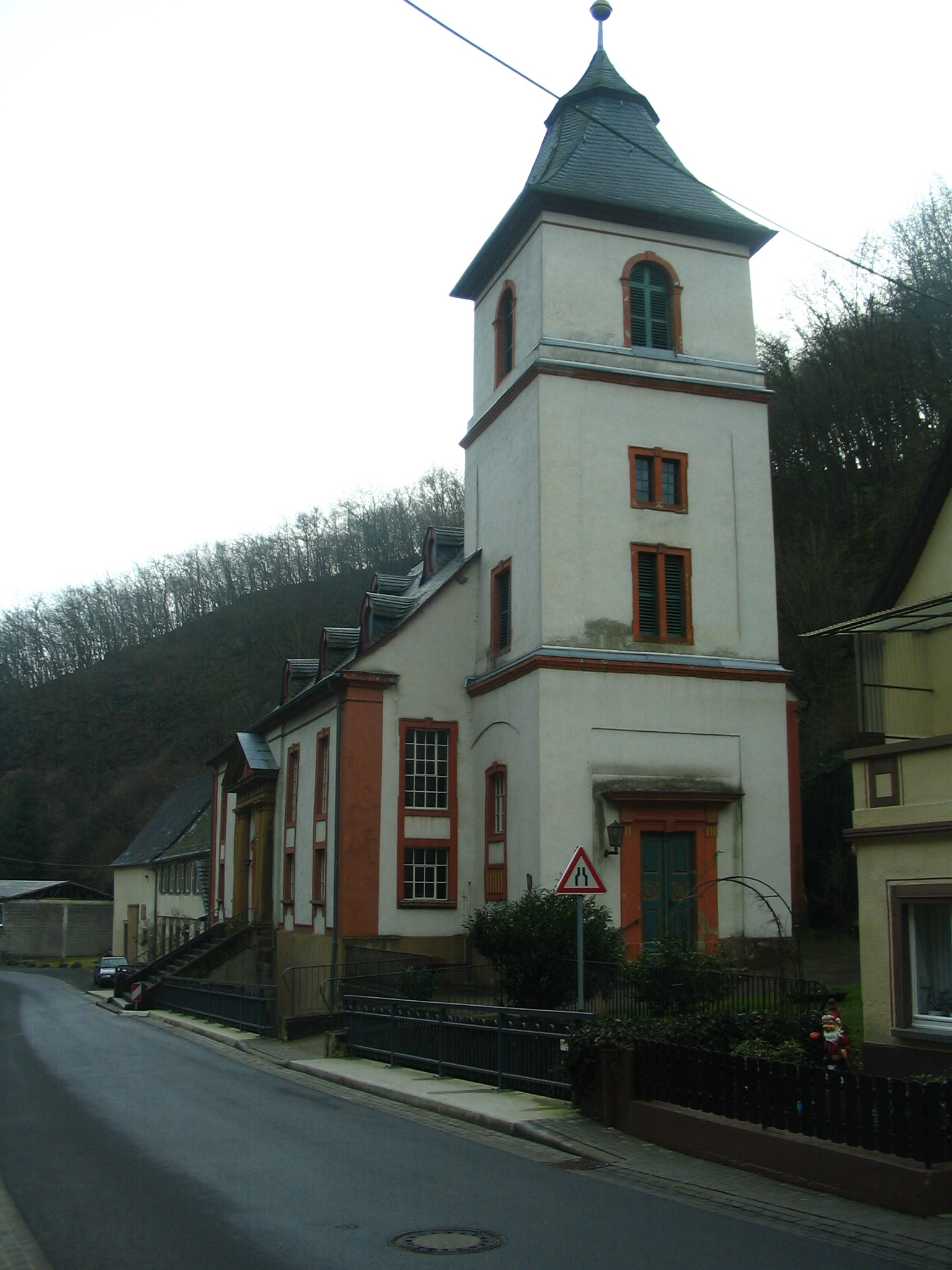
Kirche in der engen Ortsmitte

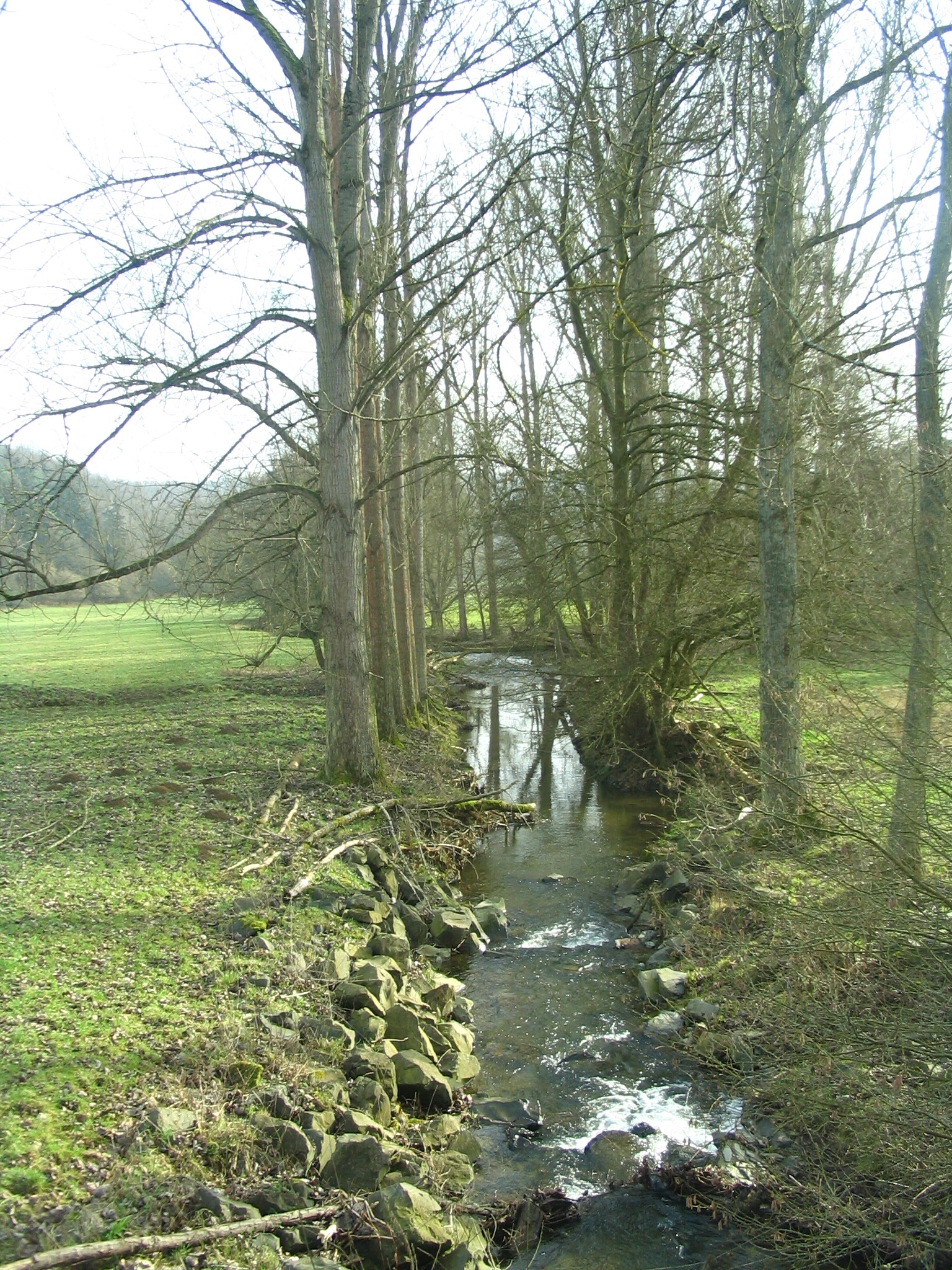
Ellerbach bei Winterburg

Winterburg ist eine Ortsgemeinde im Landkreis Bad Kreuznach in Rheinland-Pfalz. Sie gehört der Verbandsgemeinde Nahe-Glan an. Winterburg ist ein staatlich anerkannter Erholungsort.

## Geographie
Winterburg liegt tief im engen Ellerbachtal im südöstlichen Hunsrück, westlich des Gauchswaldes und südlich des Soonwalds. Angrenzende Gemeinden sind im Westen Ippenschied, im Norden Winterbach, im Osten Allenfeld sowie Rehbach und Bockenau südlich davon. Die nächstgelegenen Städte sind Bad Kreuznach im Osten und Simmern im Nordwesten.

## Geschichte
Winterburg wurde erstmals im Jahr 1325 urkundlich erwähnt, als Graf Johann II. von Sponheim die Burg Winterburg dem Trierer Erzbischof Balduin von Luxemburg zu Lehen auftrug. Durch Kaiser Ludwig IV., den Bayern, bekam das Dorf „Wynthirberg“ 1331 Stadtrechte.
Winterburg gehörte zur Hinteren Grafschaft Sponheim und wurde bei der Teilung der sponheimischen Besitzungen im Jahr 1776 der Markgrafschaft Baden zugeordnet. Nach der Einnahme des Linken Rheinufers durch französische Revolutionstruppen (1794) gehörte der Ort von 1798 bis 1814 zum Kanton Sobernheim im Rhein-Mosel-Departement. Winterburg war Hauptort einer Mairie, zu der zwölf Ortschaften in neun Gemeinden gehörten. Aufgrund der auf dem Wiener Kongress getroffenen Vereinbarungen kam die Region und damit auch Winterburg 1815 zum Königreich Preußen und wurde 1816 dem Kreis Kreuznach im Regierungsbezirk Koblenz zugeordnet, der von 1822 an zur Rheinprovinz gehörte.
Von 1896 bis 1936 hatte Winterburg Anschluss an die Bahnstrecke der Kreuznacher Kleinbahnen, die das Ellerbachtal abwärts bis nach Bad Kreuznach führte und Personen transportierte.

### Bevölkerungsentwicklung
Im Ort Winterburg lebten im Jahr 1607 29 Familien, im Jahr 1699 nur 18 und im Jahr 1772 insgesamt 53 Familien.
Die weitere Entwicklung der Einwohnerzahl von Winterburg, die Werte von 1871 bis 1987 beruhen auf Volkszählungen:
| Jahr | Einwohner |
| 1815 | 302       |
| 1835 | 295       |
| 1871 | 240       |
| 1905 | 204       |
| 1939 | 233       |
| 1950 | 269       |

| Jahr | Einwohner |
| 1961 | 263       |
| 1970 | 295       |
| 1987 | 249       |
| 2005 | 215       |
| 2022 | 201       |

## Das Schloss Winterburg
Die weiträumige Burganlage lag über dem nördlichen Teil des Dorfes und bestand aus zwei Abschnittsgräben, einem Halsgraben, einer Kanzel als Bastion der Anlage, einer Vorburg, die bereits 1334 zerstört wurde und einer steinernen Brücke als Verbindung zur Hauptburg an der Spornspitze. Im Pfälzischen Erbfolgekrieg wurde die Burg 1689 von französischen Truppen endgültig zerstört. 1747 errichtete man ein neues Amtshaus auf den Fundamenten der Vorburg. Im Laufe der Jahrhunderte wurden die Reste der Hauptburg abgetragen und unter anderem für den Neubau der evangelischen Kirche 1784 genutzt (vor der Zerstörung der alten Kirche wurde sie als Simultankirche genutzt). Der Schlossturm der Ruine stürzte 1839 ins Dorf und zerstörte das Schulhaus. Noch bis Anfang des 20. Jahrhunderts wurde das von Mauerresten umgebene Areal der Hauptburg von den Bewohnern des Amtshauses mit Wegen, Gärten und Sitzbänken gepflegt, doch seitdem die Amtsverwaltung 1959 in das Dorf verlegt wurde, verfällt das Gebiet. Im Jahr 1990 rutschte erneut ein Felsmassiv des Schlosshügels ab und beschädigte ein Wohnhaus in der Ellerbachstraße.

## Politik

### Bürgermeister
Valentin Gere Zsíros wurde 2024 Ortsbürgermeister von Winterburg.
Seine Vorgängerin war Petra Woll. Bei der Kommunalwahl am 26. Mai 2019 erreichte der bisherige Amtsinhaber Ralf Hartung mit einem Stimmenanteil von 38,53 % nicht die nötige Mehrheit. Deshalb fand am 1. September 2019 eine Wiederholungswahl statt, bei der sich Petra Woll mit einem Stimmanteil von 73,8 % durchsetzen konnte.

### Wappen
| Wappen von Winterburg | Blasonierung: „In Silber eine rote Burg mit Torturm und doppeltem gezinnten Mauerkranz.“ |
| Wappen von Winterburg | Wappenbegründung: Es wurde 1951 genehmigt und geht zurück auf ein Gemeindesiegel aus dem 14. Jahrhundert, das eine Burg mit einem Torturm und einem doppelten Mauerkranz zeigt und die Umschrift trägt Sigillum ciovium in Winterberch trägt. In den folgenden Jahrhunderten sind nach diesem Vorbild neue Stempel geschnitten worden, die ebenfalls eine Burg mit Torturm und doppeltem Mauerkranz und jetzt der deutschen Umschrift: „Siegel und Bürger in Winterburg“ aufweisen. Für den Wappenentwurf hat die ältere Form des Gemeindesiegels als Vorlage gedient. Die Farben sind den Wappenfarben der Hinteren Grafschaft Sponheim entnommen, zu der das Amt Winterburg gehört hat. |

## Kultur und Sehenswürdigkeiten
Winterburg ist in erster Linie für das Schullandheim Winterburg bekannt, welches von den Mainzer Gymnasien und sonstigen Gruppen gerne als Ziel für Klassenfahrten oder für Seminare genutzt wird. Trägerverein ist die „Schullandheim-Vereinigung 1955 Mainz e. V.“, ein gemeinnütziger Verein.
Im Ortskern von Winterburg findet man alte Fachwerkhäuser und Gebäude, die teilweise aus den Überresten der 1689 zerstörten Burg bestehen. Im Norden des Dorfes befinden sich ein Hotel, die renovierte evangelische Kirche und der Friedhof, auf dem ein 1869 errichteter Gedenkstein zu Ehren des Dichters Johann Nikolaus Götz steht.
An Vereinen und öffentlichen Einrichtungen gibt es die Freiwillige Feuerwehr, das Gemeindehaus, den Turnverein und den Soonwald-Nahe-Chor.
Siehe auch
- Liste der Kulturdenkmäler in Winterburg
- Liste der Naturdenkmale in Winterburg

## Verkehr
Die Bundesstraßen 41 und 50 sind gut erreichbar und führen zum einen zum Rhein-Main-Gebiet und dem Flughafen Frankfurt und zum Flughafen Hahn.
Der Bahnhof von Winterburg war von 1895 bis 1936 Endpunkt der schmalspurigen Bahnstrecke Bad Kreuznach–Winterburg. Omnibusse und ein Lastkraftwagen lösten deren Verkehr ab.

## Söhne und Töchter der Gemeinde
- Johann Nikolaus Götz (* 1721 in Worms; † 1781 in Winterburg), Geistlicher, Schriftsteller und Übersetzer
- Christian Roos (* 1827 in Winterburg; † 1882 in Krefeld), Oberbürgermeister von Krefeld
- Philipp Caspar Roos (* 1717 in Winterburg; † 1805 in Dhaun), Jurist, Amtmann und Hofrat im Dienst der Wild- und Rheingrafen
- Johann Winterburger (* um 1460 in Winterburg; † Herbst 1519 in Wien), dt. Buchdrucker, der die Buchdruckerei 1492 in Wien einführte und bis 1510 alleiniger Drucker in der Stadt blieb. Er produzierte 106 Werke (u. a. für Kaiser Maximilian I.).[9][10][11][12] Nach ihm ist die Winterburgergasse in Wien benannt.